# Melecta candida
Melecta candida là một loài Hymenoptera trong họ Apidae. Loài này được Lieftinck mô tả khoa học năm 1980.